# Ernst Rolf

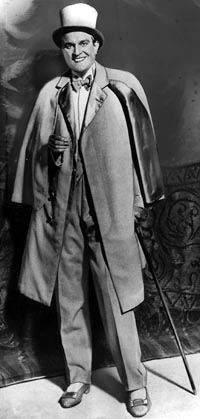
Ernst Rolf als Revuekönig

Ernst Rolf, gebürtig Ernst Ragnar Johansson (* 20. Januar 1891 in Falun; † 25. Dezember 1932 in Stockholm) war ein schwedischer Sänger, Schauspieler und Revueleiter.

## Leben
Ernsts Vater war Schneider und die Familie wohnte auf einem kleinen Gehöft nahe der Kupfergrube von Falun. Schon als Kind trat Ernst zusammen mit seinem Bruder Birger, der Klavier spielte, bei Veranstaltungen der Guttempler auf. 1906 nahm er eine Anstellung beim Postversandhaus Åhlén & Holm in Insjön an. Dort traf er den Druckereileiter Ragnar Åkerblom, der kleinere Revuen schrieb und als Volkskünstler auftrat. Beide wirkten später zeitweilig als Künstlerduo Hammarlund & Schröder.
Bald kündigte Ernst seine Anstellung, legte sich den Künstlernamen Ernst Rolf zu, und tourte als Schauspieler und Liedersänger durchs Land. Ernst Rolf besaß das Vermögen, Melodien zu erfinden, die im Gedächtnis des Volkes hängen blieben. Einige der in ganz Schweden bekannten Lieder, wie Ju mer vi är tillsammans… (Je länger wir zusammen sind) und Jag är ute när gumman min är inne (Ich bin draußen wenn meine Liebste drinnen ist) stammen aus Revuen von Ernst Rolf.
Am 12. Oktober 1910 sang Ernst Rolf seine erste Schallplatte ein. In seiner weiteren Karriere wurde er einer der produktivsten Grammophonkünstler. Laut einer Diskographie, die 1991 erschien, hatte Rolf insgesamt 851 Einspielungen. Er betrieb auch einen Musikverlag und besaß zwei kurzlebige Schallplattenfirmen. Neben den Revuevorführungen wirkte Ernst Rolf auch in wenigen Filmen mit. Diese waren jedoch weniger erfolgreich, da er den Kontakt zum Publikum brauchte.
Ernst Rolf war drei Mal verheiratet, zuletzt mit der norwegischen Schauspielerin Jenny „Tutta“ Rolf. Aus der Beziehung ging 1931 der Sohn Tom Rolf, später ein erfolgreicher Filmeditor, hervor. 
Ernst Rolf starb 1932 an Lungenentzündung nach einem missglückten Versuch, sich selbst zu ertränken. Sein Begräbnis auf dem Norra begravningsplatsen in Stockholm wurde von trauernden Volksmassen begleitet.